# Haslachmühle (Salzburg)

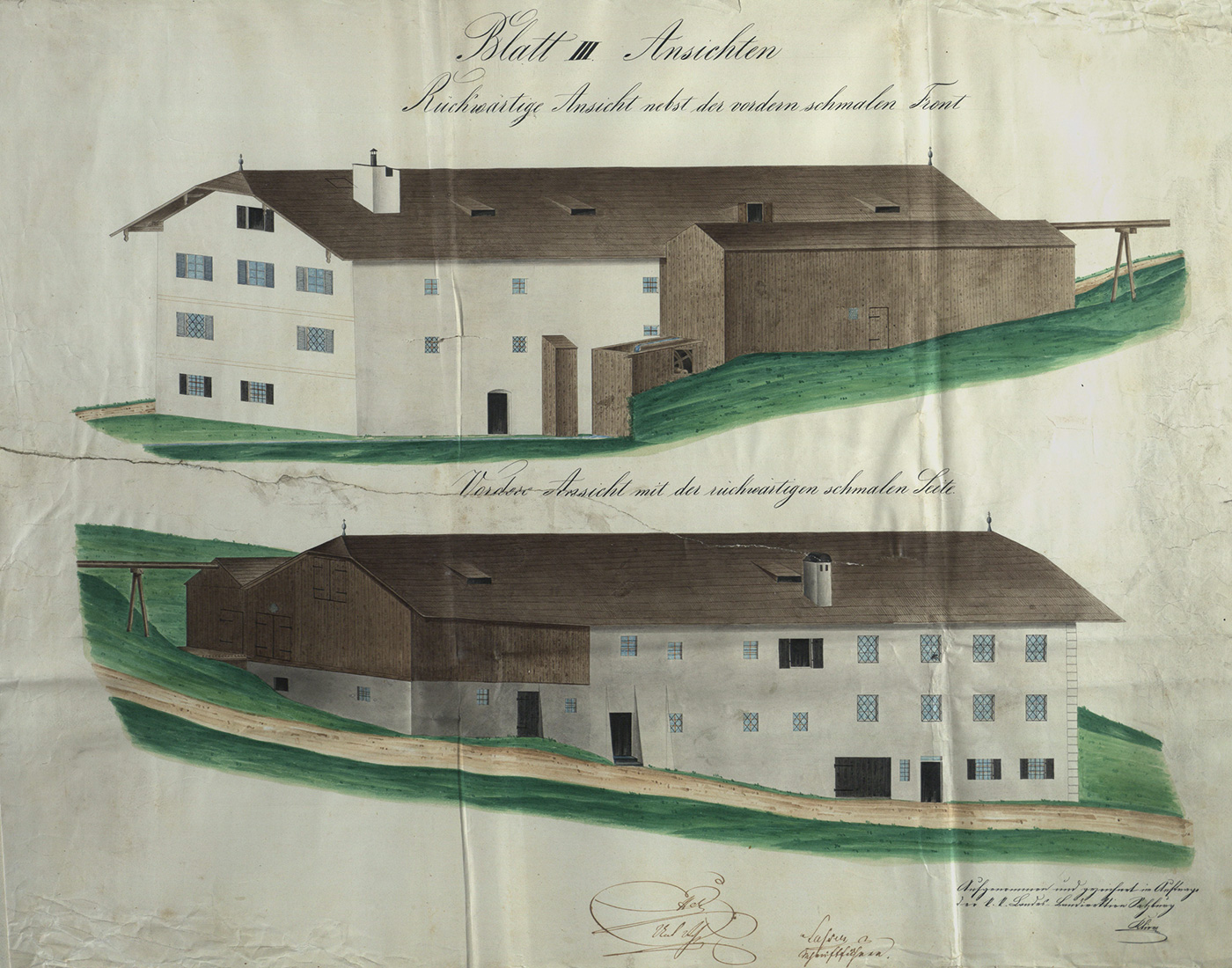
Zeichnung mit Seitenansichten der Haslachmühle aus dem Jahre 1853

Die Haslachmühle ist eine denkmalgeschützte, alte Getreidemühle im Salzburger Stadtteil und früheren Mühlendorf Gnigl.
Erstmals urkundlich erwähnt wird das Gebäude 1577 als „kleine Müllel im Haslach“ und gehörte ursprünglich zum Gut Glockmühl. Das heutige Gebäude stammt aus dem Jahr 1688 und wurde seitdem mehrmals erweitert. Das Haus ist auch als Flöcknermühle bekannt und befindet sich seit Mitte des 19. Jahrhunderts im Besitz der gleichnamigen Familie.
Die Mühle wurde nicht vom deutlich unterhalb gelegenen Bach, sondern vom Siebenbrunnengerinne gespeist. Das Wasser ergoss sich in einem hölzernen Zulauf über das Mühlrad und trieb dieses an.
Im Hauptgebäude befindet sich heute eine Pension.

## Kapelle Maria Luggau

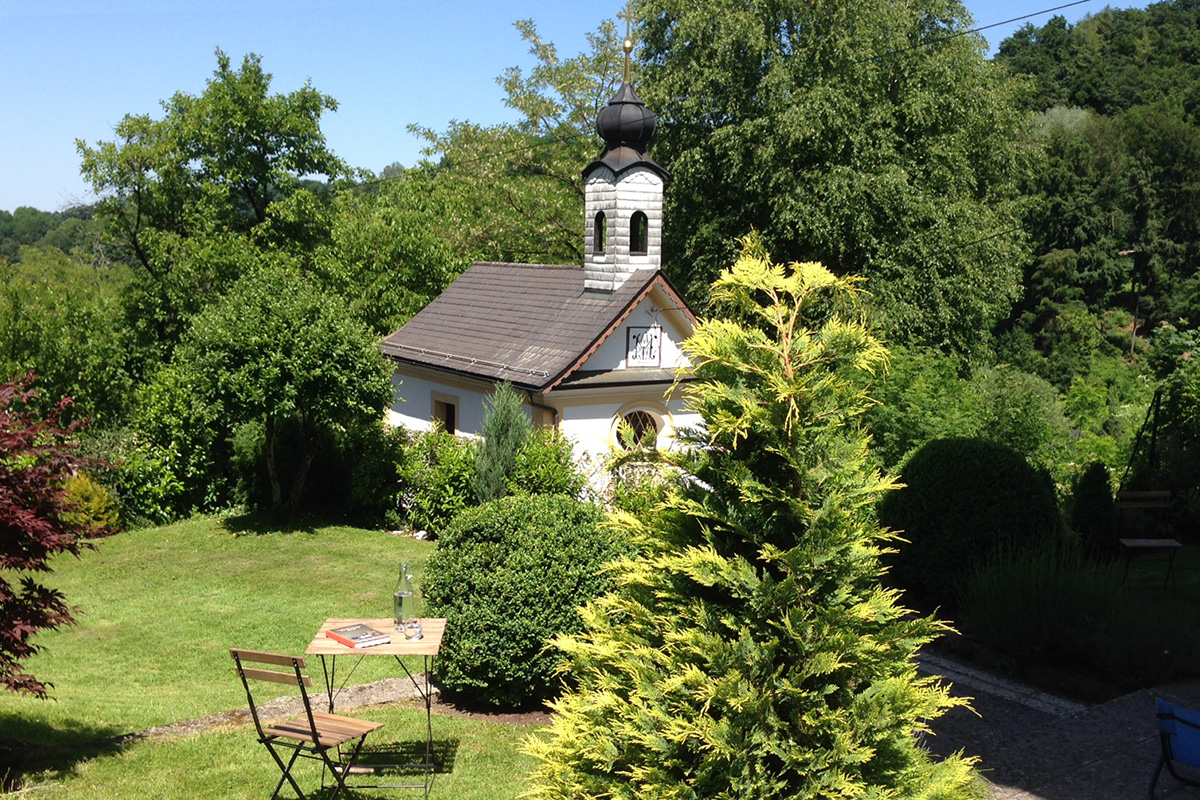
Die Kapelle Maria Luggau vom Garten der Haslachmühle, Blickrichtung Nordwesten

1689 ereignete sich beim Bau eines neuen Hauses für den Müller Adam Reitmair und seine Frau Rosina ein folgenschweres Unglück. Das Baugerüst brach mit sieben Arbeitern zusammen und fiel in einen Graben. Wie durch ein Wunder kam kein Arbeiter zu Schaden. Das fromme Müllerpaar gelobte im Moment des Unfalles die Errichtung eines Kreuzes mit einer Marienstatue. Der ebenfalls unversehrt gebliebene Maurermeister half als Dank am Bau einer kleinen Kapelle zu Ehren der Muttergottes von Luggau mit.
Der Erzählung zufolge stammte der Maurermeister mit seinen Arbeitern aus dem Kärntner oder Osttiroler Raum, wo das 1513 entstandene Gnadenbild von Luggau, eine geschnitzte Pietà, häufig verehrt worden ist. Ohne Erlaubnis des Konsistoriums und damit als Schwarzbau errichtet, wurde wenige Jahre später der Abriss verordnet. Nach einer Intervention beim Erzbischof wurde der Abbruchbescheid 1699 widerrufen.
1699 wurde die Kapelle an die Sebastian- und Rochusbruderschaft in Salzburg übergeben und entwickelte sich an dem wichtigen Wallfahrtsweg nach St. Wolfgang gelegen, zu einer wichtigen Einnahmequelle. Zwischen 1725 und 1727 erhielt die Kapelle ihr heutiges Aussehen. 1878/79 ging die Kapelle in den Besitz von Johann Flöckner über und wird seither von derselben Familie betreut.
Der architektonisch schlichte Kapellenraum wird an seiner flachen Decke durch zwei Stuckrahmen geziert, wobei in den Rahmen der Apsisdecke ein Leinwandbild des 18. Jahrhunderts (Gottvater und Heiliger Geist) eingelassen ist. Ein schmiedeeisernes und bis zur Decke reichendes Rankengitter mit zentralem IHS-Monogramm in einer Blütenmandorla bildet den Übergang vom Kapellensaal zum Altarraum.
Das zentrale Kultbild (Öl auf Blech, datiert 1690) befindet sich in einem Holzrahmen mit Band- und Gitterwerkdekor am Hochaltar aus marmoriertem Holz, dessen Aufbau von Voluten flankiert ist. Diese gemalte Kopie des im Original geschnitzten Gnadenbildes von Maria Luggau (Maria mit dem toten Christus) ist mit zahlreichen Wallfahrtsgegenständen verziert. Am Altar befindet sich neben anderem Schmuckwerk das bemerkenswerte Zunftkreuz der backenden Müller aus der Mitte des 18. Jahrhunderts. Unter dem Kreuz ist das Zunftwappen (ein Mühlenrad) dargestellt, die Rückseite zeigt die Muttergottes im Strahlenkranz.